# Deutsche Meisterschaft im karnevalistischen Tanzsport 2023
Die 50. Deutsche Meisterschaft im karnevalistischen Tanzsport 2023 fand vom 18. bis zum 19. März 2023 in der Hanns-Martin-Schleyer-Halle in Stuttgart statt. Veranstalter war der Bund Deutscher Karneval e.V.; als Ausrichter trat der Cannstatter Quellen-Club e.V. auf.
Die Meisterschaft wurde in den sechs Disziplinen Tanzpaare, Marschtanz, Tanzmariechen, Weibliche Garde, Gemischte Garden sowie Schautanz in den Altersklassen Jugend, Junioren und Aktive durchgeführt.

## Jugend

### Tanzpaare

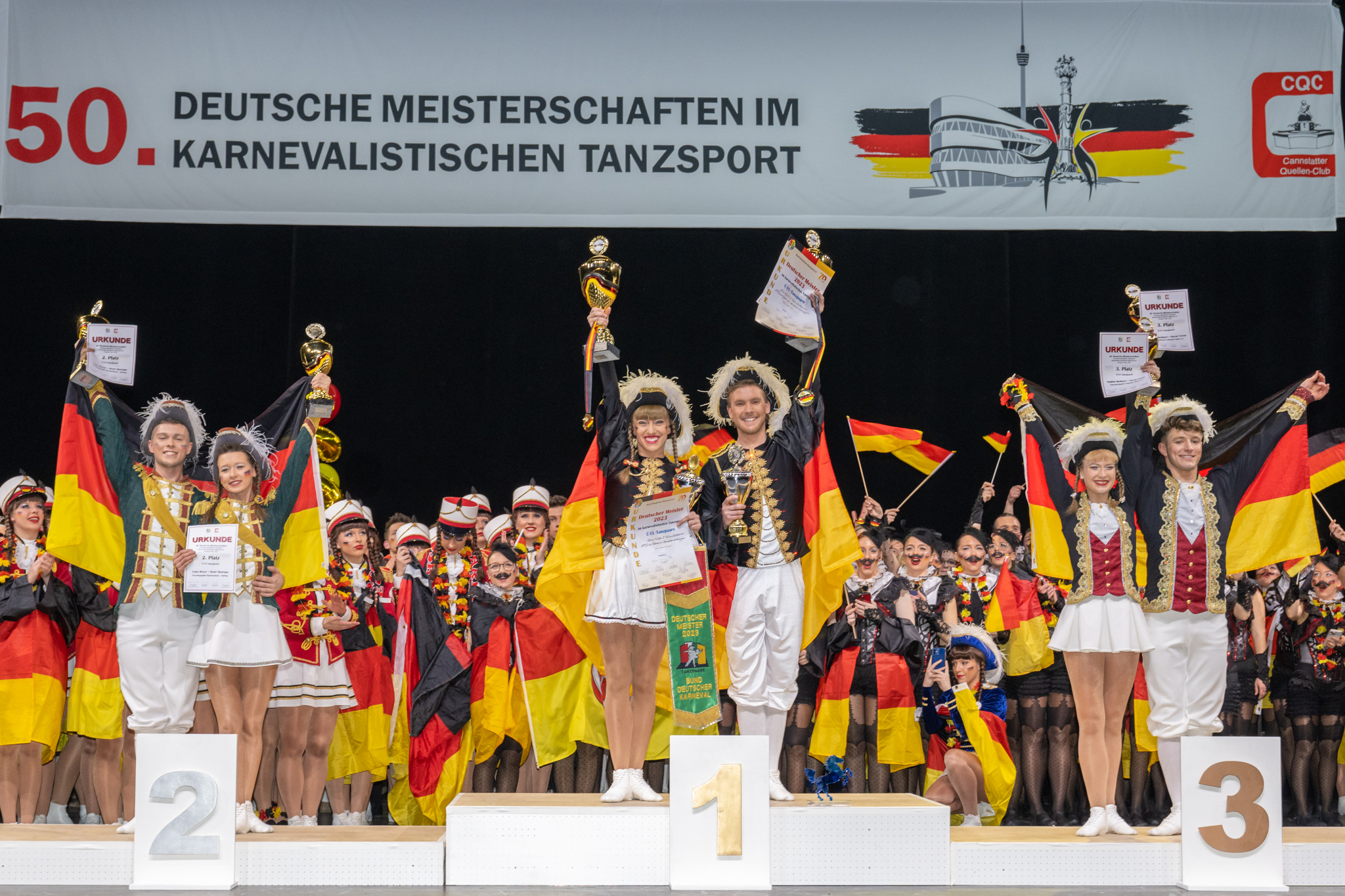
Podium Tanzpaare

| Platz | Tänzerin         | Tänzer                  | Verein                                           | Punkte |
| ----- | ---------------- | ----------------------- | ------------------------------------------------ | ------ |
| 1     | Elena Hierl      | Liam Mahlein            | Knoblauchsländer Karnevalsgesellschaft Buchnesia | 430    |
| 2     | Maya Günnewig    | Timon Günnewig          | Karneval-Club Röttenbach Die Besenbinder e.V.    | 414    |
| 3     | Lotte Wesselmann | Raphael Löwenberg       | Tanzsportgarde Rote Funken Harsewinkel e.V.      | 413    |
| 4     | Katharina Moll   | Gabriele Fava           | Contacter Gerlingen e.V. 1970                    | 393    |
| 5     | Anni Pflug       | Benjamin von Schau      | FG 1970 und Stadtgarde Helmbrechts e.V.          | 392    |
| 6     | Hannah Sauer     | Karl Hirte              | Leopoldshafener Carneval Club 1971 e.V.          | 385    |
| 7     | Lena Schmid      | Milian Fischer          | FG 1970 und Stadtgarde Helmbrechts e.V.          | 379    |
| 8     | Klara Seiffert   | Conner Noel Walbersdorf | KG Schönau-Altenwenden                           | 376    |
| 9     | Lina Stolberg    | Joshua Arvid Paals      | KG Freudenthal von 1833 e.V.                     | 370    |
| 9     | Kimberly Hellwig | Paul Bartel             | Lindener Narren Hannover TSC Blau-Weiß           | 370    |
| 11    | Thilda Hortig    | Antonio Ritzau          | DJK Vorwärts 19 Ahlen                            | 375    |

### Marschtanz
| Platz | Verein                                                 | Gruppe       | Punkte |
| ----- | ------------------------------------------------------ | ------------ | ------ |
| 1     | GFTB Die Filderer e.V. 1966                            | Rote Garde   | 452    |
| 2     | Tanzsportgarde Coburger Mohr e.V.                      | Jugendgarde  | 438    |
| 3     | Tanzsportgarde Rote Funken Harsewinkel e.V.            | Jugendgarde  | 428    |
| 4     | Feuerio Große Carnevalsgesellschaft 1898 Mannheim e.V. | Jugendgarde  | 418    |
| 4     | TSG TSV Bocholt e.V.                                   | Jugendgarde  | 418    |
| 6     | Knoblauchsländer Karnevalsgesellschaft Buchnesia       | Jugendgarde  | 417    |
| 7     | Stadtgarde Rheine e.V.                                 | Jugendgarde  | 405    |
| 8     | TK Rote Husaren Neuenkirchen e.V.                      | Jugendgarde  | 405    |
| 9     | SV Die Holzbiere Knielingen                            | Minischnooge | 401    |
| 9     | Großenritter CG 1949 Baunatal                          | Rittergarde  | 401    |
| 11    | FG 1970 und Stadtgarde Helmbrechts e.V.                | Jugendgarde  | 391    |

### Tanzmariechen

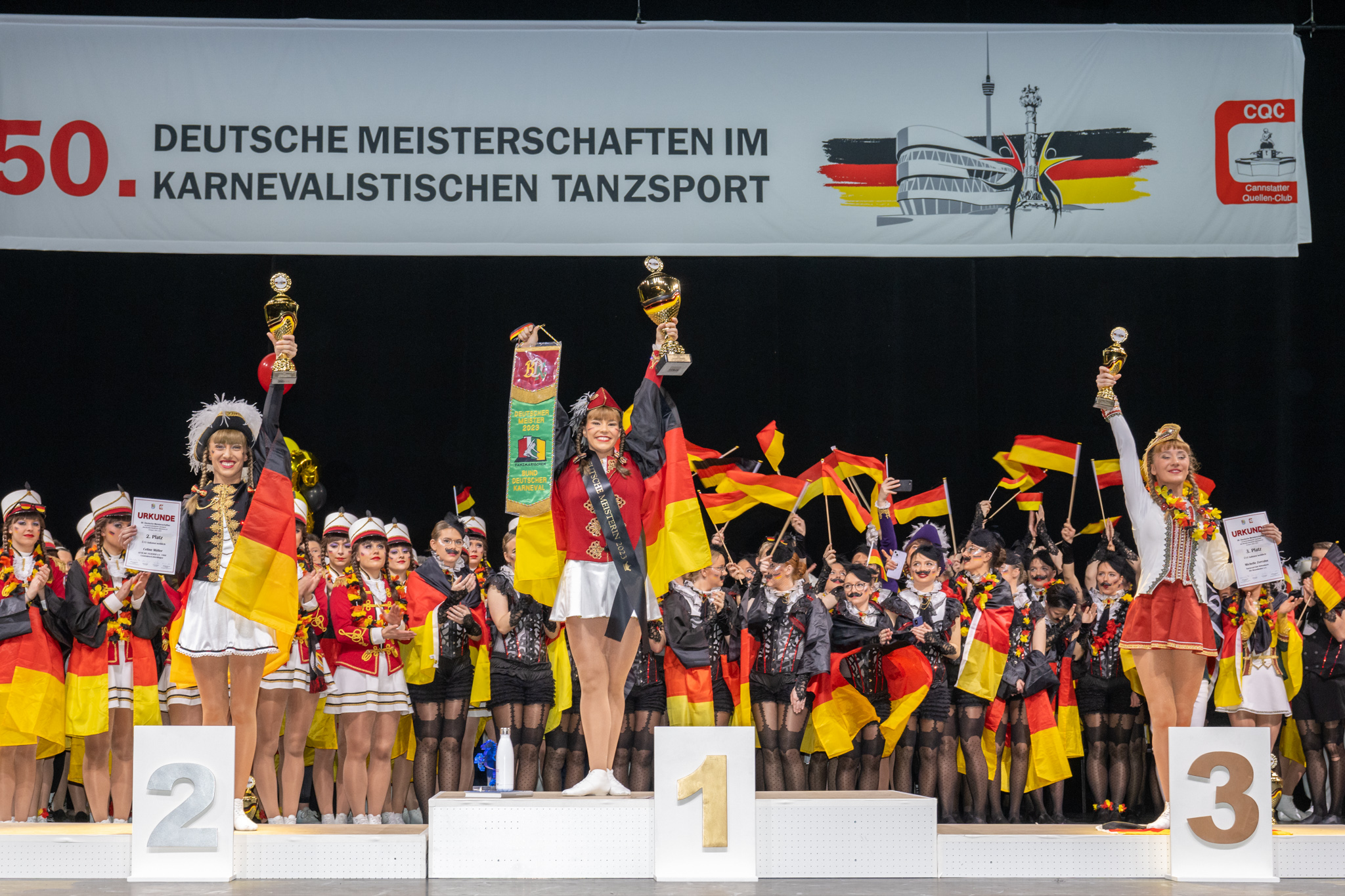
Podium Tanzmariechen

| Platz | Tänzerin            | Verein                                           | Punkte |
| ----- | ------------------- | ------------------------------------------------ | ------ |
| 1     | Mila Protzmann      | Tanzsportgarde Coburger Mohr e.V.                | 461    |
| 2     | Lisa Hölting        | GFTB Die Filderer e.V. 1966                      | 447    |
| 3     | Constanze Starke    | KG Narhalla Rot-Weiß Marktredwitz e.V.           | 443    |
| 4     | Svea Klarendahl     | TSG TSV Bocholt e.V.                             | 437    |
| 5     | Emma Grube          | Große Recklinghäuser KG Grün-Gold e.V.           | 437    |
| 6     | Clara Förster       | Faschingsgilde der TS Marktredwitz/Dörflas e.V.  | 430    |
| 7     | Elena Hierl         | Knoblauchsländer Karnevalsgesellschaft Buchnesia | 419    |
| 8     | Helene Pferdekemper | TSG TSV Bocholt e.V.                             | 418    |
| 9     | Elea Sellmann       | Suttroper KG e.V.                                | 411    |
| 10    | Jana Klaer          | Stadtgarde Rheine e.V.                           | 409    |
| 11    | Malia Jenal         | KG Blau-Weiß Steinbach                           | 404    |

### Schautanz

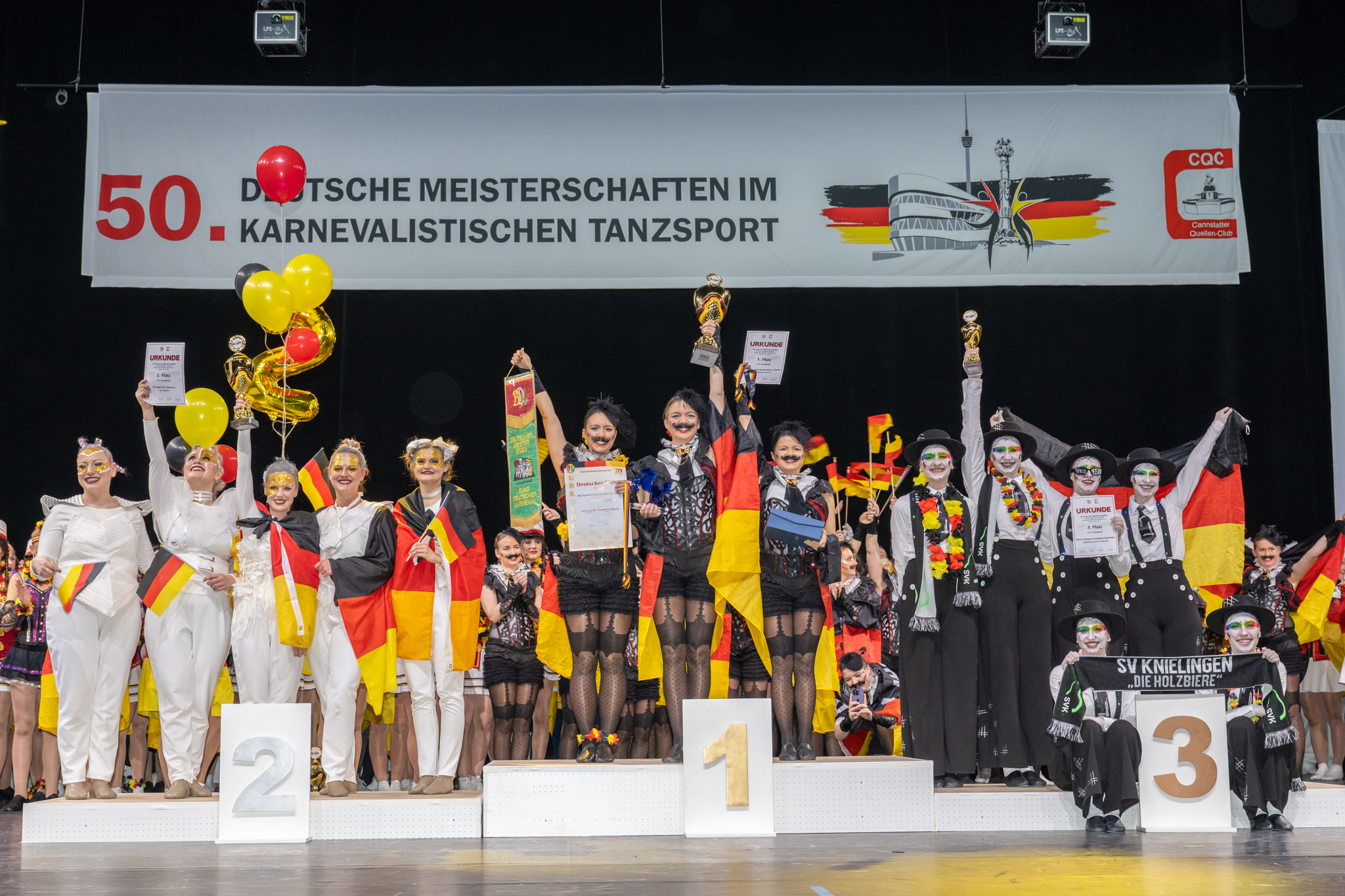
Podium Schautanz

| Platz | Verein                                                 | Gruppe                                   | Punkte |
| ----- | ------------------------------------------------------ | ---------------------------------------- | ------ |
| 1     | Tanzsportgarde Rote Funken Harsewinkel e.V.            | Grüffelos, Mut ist mehr als ein Gedanke! | 445    |
| 2     | Narrenzunft „Schmalzloch“ Hörden e.V.                  | Ach wie gut, dass niemand weiß...        | 444    |
| 3     | Soul-City-Dancers TSV Hof                              | Charlie Charleston                       | 434    |
| 4     | Großenritter CG 1949 Baunatal                          | Weil wir es wert sind!                   | 431    |
| 5     | TSG TSV Bocholt e.V.                                   | Spürst du den Zauber?                    | 428    |
| 6     | Narrengesellschaft Strumpfkapp Ahoi e.V. Lauda         | Teilen macht Freu(n)de                   | 426    |
| 7     | Effect’s 2012 Coburg e.V.                              | Der Zauber von Hogwarts                  | 424    |
| 8     | TK Rote Husaren Neuenkirchen e.V.                      | Agent 00 Krümel                          | 421    |
| 9     | Faschingsgilde der TS Marktredwitz/Dörflas e.V.        | Olaf sucht eine neue Nase                | 420    |
| 10    | Feuerio Große Carnevalsgesellschaft 1898 Mannheim e.V. | Kleine Koalas – große Helden             | 413    |
| 11    | TC Rot-Weisse Funken Frickhofen 1971 e.V.              | Und was steckt in dir, kleiner Drache?   | 413    |

## Junioren

### Tanzpaare
| Platz | Tänzerin            | Tänzer                 | Verein                                                 | Punkte |
| ----- | ------------------- | ---------------------- | ------------------------------------------------------ | ------ |
| 1     | Daria Pastijan      | Denny Hahn             | Tanzsportgarde Rote Funken Harsewinkel e.V.            | 442    |
| 2     | Angelina Karr       | Luis Franke            | Feuerio Große Carnevalsgesellschaft 1898 Mannheim e.V. | 433    |
| 3     | Tiana Hahn          | Finn Meyer-Wilmes      | Tanzsportgarde Rote Funken Harsewinkel e.V.            | 422    |
| 4     | Lorelai Biering     | Kostja Klepzig         | Pegauer Karnevals-Klub e.V.                            | 415    |
| 5     | Nele Bauer          | Jan Mergner            | FG 1970 und Stadtgarde Helmbrechts e.V.                | 408    |
| 6     | Zoey Görke          | Tim-Sebastian Pfeiffer | Knoblauchsländer Karnevalsgesellschaft Buchnesia       | 402    |
| 7     | Sinem Tekin         | Marc Retzlaff          | Contacter Gerlingen e.V. 1970                          | 398    |
| 8     | Maya Graßmann       | Luis Tollhausen        | KG Wendene Seempött 1986 e.V.                          | 394    |
| 9     | Anastasia Nazarenus | Lukas Hiller           | Stadtgarde Rheine e.V.                                 | 393    |
| 10    | Lugina Chizzoni     | Can-Luca Weidner       | Schwetzinger Carnevalsgesellschaft e.V.                | 390    |
| 11    | Julia Ullmann       | Nico Cramer            | Mühlburger Carnevals Gesellschaft e.V.                 | 390    |
| 12    | Marie Böhm          | Eli Brunner            | 1. Hofer KG Narhalla Hof                               | 389    |
| 13    | Lina Hühn           | Raphael Bertges        | KG Rot-Weiß Feste Zons                                 | 376    |

### Marschtanz
| Platz | Verein                                                 | Gruppe        | Punkte |
| ----- | ------------------------------------------------------ | ------------- | ------ |
| 1     | Feuerio Große Carnevalsgesellschaft 1898 Mannheim e.V. | Juniorengarde | 459    |
| 2     | GFTB Die Filderer e.V. 1966                            | Grüne Garde   | 455    |
| 3     | Tanzsportgarde Rote Funken Harsewinkel e.V.            | Juniorengarde | 453    |
| 4     | Tanzsportgarde Coburger Mohr e.V.                      | Juniorengarde | 444    |
| 5     | Knoblauchsländer Karnevalsgesellschaft Buchnesia       | Juniorengarde | 437    |
| 6     | Großenritter CG 1949 Baunatal                          | Prinzengarde  | 437    |
| 7     | TSG TSV Bocholt e.V.                                   | Juniorengarde | 431    |
| 8     | SV Die Holzbiere Knielingen                            | Burgaugarde   | 426    |
| 9     | Karneval-Club Röttenbach Die Besenbinder e.V.          | Reisiggarde   | 417    |
| 10    | TK Rote Husaren Neuenkirchen e.V.                      | Juniorengarde | 415    |
| 11    | Pegauer Karnevals-Klub e.V.                            | Juniorengarde | 409    |
| 12    | FG 1970 und Stadtgarde Helmbrechts e.V.                | Juniorengarde | 405    |
| 13    | Wasunger Carneval Club e.V.                            | Juniorengarde | 402    |

### Tanzmariechen
| Platz | Verein                                                 | Tänzerin                 | Punkte |
| ----- | ------------------------------------------------------ | ------------------------ | ------ |
| 1     | Tanzsportgarde Coburger Mohr e.V.                      | Melina Meißner           | 480    |
| 2     | Tanzsportgarde Coburger Mohr e.V.                      | Aenne Rebhan             | 467    |
| 3     | Tanzsportgarde Coburger Mohr e.V.                      | Melissa Wacker           | 463    |
| 4     | Tanzsportgarde Coburger Mohr e.V.                      | Nia Linn Birk            | 456    |
| 5     | Feuerio Große Carnevalsgesellschaft 1898 Mannheim e.V. | Vanessa Stindl           | 445    |
| 6     | KG Narhalla Rot-Weiß Marktredwitz e.V.                 | Nicole Ullrich           | 445    |
| 7     | Tanzsportgarde Rote Funken Harsewinkel e.V.            | Daria Pastijan           | 438    |
| 8     | Tanzsportgarde Rote Funken Harsewinkel e.V.            | Ylva Mause               | 435    |
| 9     | TSV Freienseen                                         | Leonie Lauer             | 430    |
| 9     | Feuerio Große Carnevalsgesellschaft 1898 Mannheim e.V. | Lavinia Brox             | 430    |
| 11    | TK Rote Husaren Neuenkirchen e.V.                      | Katharina Jürgens        | 428    |
| 12    | 1. Tanzsportverein Bottrop e.V.                        | Taisha Nickelsen         | 427    |
| 13    | Wasunger Carneval Club e.V.                            | Marie Viktoria Döllstedt | 413    |

### Schautanz
| Platz | Verein                                           | Gruppe                                                              | Punkte |
| ----- | ------------------------------------------------ | ------------------------------------------------------------------- | ------ |
| 1     | Tanzsportgarde Rote Funken Harsewinkel e.V.      | Wollt IHR wirklich, dass wir gehen?                                 | 462    |
| 2     | Soul-City-Dancers TSV Hof                        | Die Insel der Hoffnung                                              | 461    |
| 3     | Faschingsgilde der TS Marktredwitz/Dörflas e.V.  | Wir machen Dampf                                                    | 456    |
| 4     | Karneval-Club Röttenbach Die Besenbinder e.V.    | And Action!                                                         | 449    |
| 5     | Tanzsportgarde Coburger Mohr e.V.                | 3,2,1 Der Countdown läuft                                           | 439    |
| 6     | TSG TSV Bocholt e.V.                             | Helden der Neuzeit                                                  | 434    |
| 7     | Großenritter CG 1949 Baunatal                    | „...denn nichts ist für immer!“                                     | 434    |
| 8     | Knoblauchsländer Karnevalsgesellschaft Buchnesia | Jederman(n) zählt                                                   | 433    |
| 9     | SV Die Holzbiere Knielingen                      | Fühl dich gut in New Orleans                                        | 432    |
| 10    | Effect’s 2012 Coburg e.V.                        | Die Welt ist nicht genug                                            | 427    |
| 11    | TC Rot-Weisse Funken Frickhofen 1971 e.V.        | Der Mann im Mond – stets viel zu tun und keine Zeit sich auszuruhn! | 425    |
| 12    | TV Flerke-Welver 1928 e.V.                       | Auf Nektarsuche                                                     | 418    |
| 13    | Kultur- und Faschingsverein Seebenisch           | STOPP – Willst du das wirklich?                                     | 414    |

## Aktive

### Tanzpaare
| Platz | Tänzerin           | Tänzer              | Verein                                          | Punkte |
| ----- | ------------------ | ------------------- | ----------------------------------------------- | ------ |
| 1     | Celine Müller      | Fabian Stollsteimer | GFTB Die Filderer e.V. 1966                     | 483    |
| 2     | Lena Meyer         | René Skorupa        | Faschingsgilde der TS Marktredwitz/Dörflas e.V. | 472    |
| 3     | Sophia Meißner     | Oscar Cyrus         | Tanzsportgarde Coburger Mohr e.V.               | 454    |
| 4     | Senara Geiger      | Linus Bornhäuser    | Mühlburger Carnevals Gesellschaft e.V.          | 444    |
| 5     | Anna Harzheim      | Nico Bonn           | KG Wendene Seempött 1986 e.V.                   | 441    |
| 6     | Melina Weller      | Julius Schumann     | FG 1970 und Stadtgarde Helmbrechts e.V.         | 434    |
| 7     | Emily Mettke       | Malte Bürgermeister | Großenritter CG 1949 Baunatal                   | 429    |
| 8     | Jamie Lee Reis     | Timon Weber         | Lindener Narren Hannover TSC Blau-Weiß          | 424    |
| 9     | Julia Kurz         | Tim Fichtner        | FG 1970 und Stadtgarde Helmbrechts e.V.         | 422    |
| 10    | Milena Tieker      | Lars Roth           | Mühlburger Carnevals Gesellschaft e.V.          | 420    |
| 11    | Luzie Graab        | Tim Steinfeld       | KG Grasbürger Randerath-Himmerich               | 419    |
| 12    | Luna Wolff         | Andreas Esser       | KG Schwerfe bliev Schwerfe                      | 418    |
| 13    | Annalena Schäffler | Tim Schultz         | Faschingsgilde der TS Marktredwitz/Dörflas e.V. | 413    |
| 14    | Lina Ebbecke       | Julian Ebbecke      | KG Eugenesen Alaaf Hannover von 1962 e.V.       | 407    |
| 15    | Alyssa D'Diaye     | Fokke Aßmus         | Lindener Narren Hannover TSC Blau-Weiß          | 401    |

### Tanzgarden

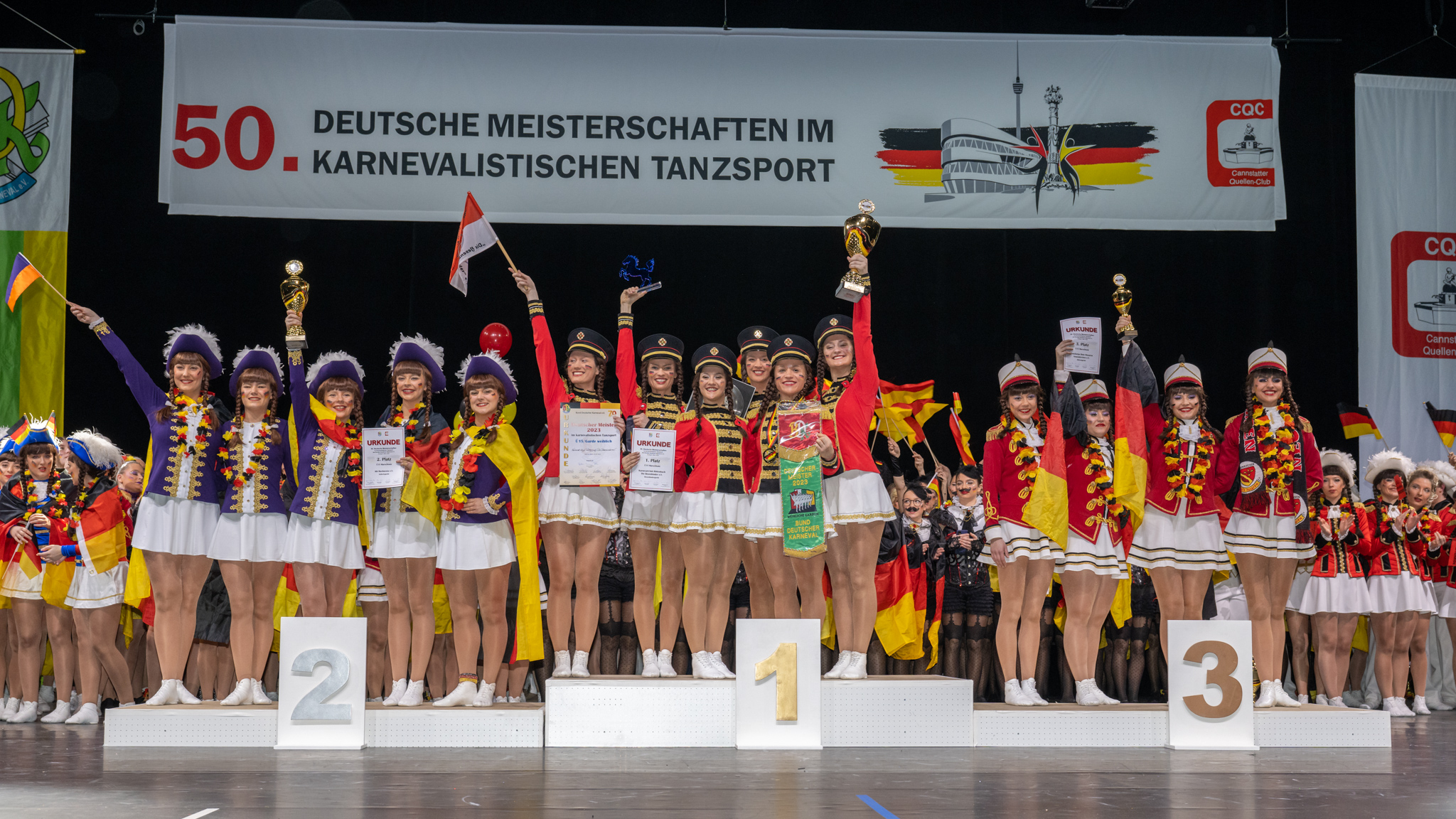
Podium Tanzgarden

| Platz | Verein                                                 | Gruppe           | Punkte |
| ----- | ------------------------------------------------------ | ---------------- | ------ |
| 1     | Karneval-Club Röttenbach Die Besenbinder e.V.          | Besenbindergarde | 484    |
| 2     | Knoblauchsländer Karnevalsgesellschaft Buchnesia       | Selleriegarde    | 478    |
| 3     | TK Rote Husaren Neuenkirchen e.V.                      | Weibliche Garde  | 474    |
| 4     | GFTB Die Filderer e.V. 1966                            | Blaue Garde      | 470    |
| 5     | Großenritter CG 1949 Baunatal                          | Stadtgarde       | 464    |
| 6     | Tanzsportgarde Rote Funken Harsewinkel e.V.            | Weibliche Garde  | 461    |
| 7     | SV Die Holzbiere Knielingen                            | Victoriagarde    | 455    |
| 8     | Feuerio Große Carnevalsgesellschaft 1898 Mannheim e.V. | Weibliche Garde  | 451    |
| 9     | Tanzsportgarde Coburger Mohr e.V.                      | Königsgarde      | 445    |
| 9     | FG 1970 und Stadtgarde Helmbrechts e.V.                | Weibliche Garde  | 445    |
| 11    | TSG TSV Bocholt e.V.                                   | Weibliche Garde  | 438    |
| 11    | Karnevalsausschuß Wardener Vereine 1957 e.V.           | Weibliche Garde  | 438    |
| 13    | Mühlburger Carnevals Gesellschaft e.V.                 | Fliedergarde     | 435    |
| 14    | KG Kick ens Düren-Rölsdorf                             | Weibliche Garde  | 428    |
| 15    | KG Schwerfe bliev Schwerfe                             | Weibliche Garde  | 424    |

### Gemischte Garden

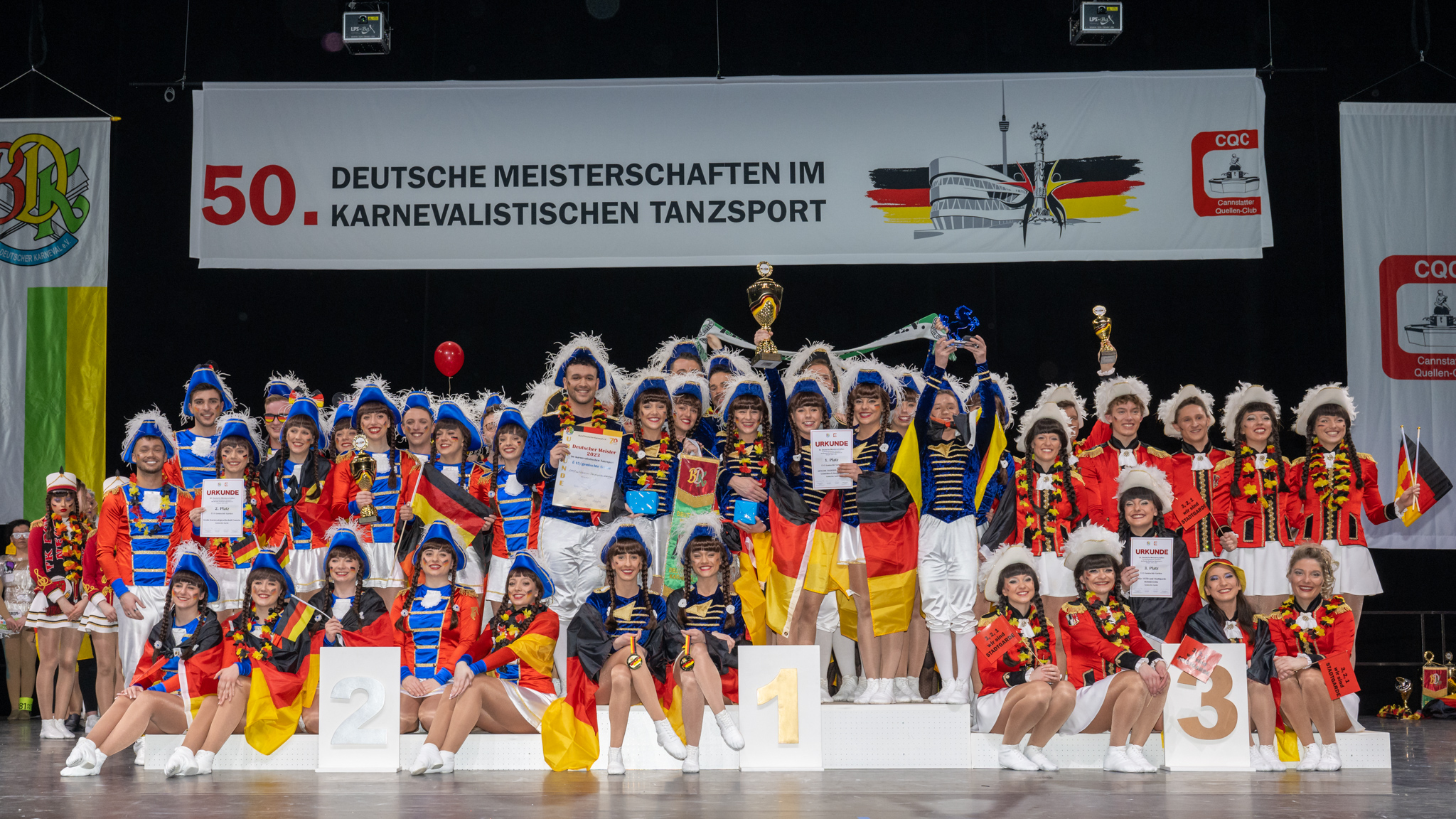
Podium gemischte Garden

| Platz | Verein                                                 | Gruppe          | Punkte |
| ----- | ------------------------------------------------------ | --------------- | ------ |
| 1     | GFTB Die Filderer e.V. 1966                            | Gemischte Garde | 462    |
| 2     | Feuerio Große Carnevalsgesellschaft 1898 Mannheim e.V. | Gemischte Garde | 452    |
| 3     | FG 1970 und Stadtgarde Helmbrechts e.V.                | Gemischte Garde | 441    |
| 4     | KG Kick ens Düren-Rölsdorf                             | Gemischte Garde | 441    |
| 5     | Mühlburger Carnevals Gesellschaft e.V.                 | Fliedergarde    | 433    |
| 6     | TK Rote Husaren Neuenkirchen e.V.                      | Gemischte Garde | 426    |
| 7     | KG Wendene Seempött 1986 e.V.                          | Winzergarde     | 413    |
| 8     | Lindener Narren Hannover TSC Blau-Weiß                 | Gemischte Garde | 404    |
| 9     | KG Grün-Weiß Hamm ’61                                  | 1. Stadtgarde   | 402    |
| 10    | 1. Tanzsportverein Bottrop e.V.                        | Gemischte Garde | 402    |
| 11    | TG Merseburg-Meuschau e.V.                             | Schlossgarde    | 387    |
| 12    | Karnevals-Union Miesau                                 | Gemischte Garde | 387    |
| 13    | Gesellschaft Zigeunerinsel Stuttgart 1910 e.V.         | Altherrengarde  | 188    |

### Tanzmariechen
| Platz | Verein                                                 | Tänzerin            | Punkte |
| ----- | ------------------------------------------------------ | ------------------- | ------ |
| 1     | Knoblauchsländer Karnevalsgesellschaft Buchnesia       | Lorena Ruthardt     | 491    |
| 2     | GFTB Die Filderer e.V. 1966                            | Celine Müller       | 481    |
| 3     | Karneval-Club Röttenbach Die Besenbinder e.V.          | Michelle Zerrahn    | 472    |
| 4     | TK Rote Husaren Neuenkirchen e.V.                      | Juli Marie Greßler  | 469    |
| 5     | Feuerio Große Carnevalsgesellschaft 1898 Mannheim e.V. | Ilaria Vitulano     | 462    |
| 6     | Faschingsgilde der TS Marktredwitz/Dörflas e.V.        | Sarah Meyer         | 460    |
| 7     | Karneval-Club Röttenbach Die Besenbinder e.V.          | Lea Höhn            | 456    |
| 8     | Knoblauchsländer Karnevalsgesellschaft Buchnesia       | Jennifer Berger     | 453    |
| 9     | Tanzsportgarde Rote Funken Harsewinkel e.V.            | Elena Krieft        | 450    |
| 10    | Tanzsportgarde Rote Funken Harsewinkel e.V.            | Paulina Fölling     | 449    |
| 11    | K.G. Grün-Gold Dortmund-Scharnhorst                    | Kimberly Michalski  | 447    |
| 12    | Karneval-Club Röttenbach Die Besenbinder e.V.          | Carina Mayer        | 446    |
| 13    | Märkische Tanzsportgemeinschaft im KSC Strausberg      | Pauline Blankenburg | 440    |
| 14    | Teltower CC                                            | Emily Emilia Ritz   | 439    |
| 15    | Karnevalsausschuß Wardener Vereine 1957 e.V.           | Sara Giesen         | 436    |

### Schautanz
| Platz | Verein                                          | Gruppe                                               | Punkte |
| ----- | ----------------------------------------------- | ---------------------------------------------------- | ------ |
| 1     | Faschingsgilde der TS Marktredwitz/Dörflas e.V. | The show must go on                                  | 482    |
| 2     | Soul-City-Dancers TSV Hof                       | Die Auktion                                          | 472    |
| 3     | SV Die Holzbiere Knielingen                     | Willkommen in der Großstadt                          | 471    |
| 4     | Karneval-Club Röttenbach Die Besenbinder e.V.   | Artgerecht                                           | 464    |
| 5     | Großenritter CG 1949 Baunatal                   | Impetus T1                                           | 459    |
| 6     | Tanzsportgarde Rote Funken Harsewinkel e.V.     | Adrenalin-Kick: Seid ihr bereit?                     | 457    |
| 7     | Faschingsgesellschaft Versbach e.V.             | Mission: Ad Astra                                    | 453    |
| 8     | Suttroper KG e.V.                               | Exoplanet!                                           | 452    |
| 9     | Tanzsportgarde Coburger Mohr e.V.               | Verzockt? Im Rausch der Börse                        | 444    |
| 10    | Effect’s 2012 Coburg e.V.                       | El Tributo – der Banküberfall zu Ehren meines Vaters | 438    |
| 10    | FG 1970 und Stadtgarde Helmbrechts e.V.         | Dein Leben – unsere Show!                            | 438    |
| 12    | TSG TSV Bocholt e.V.                            | Let’s Dance                                          | 437    |
| 13    | TK Rote Husaren Neuenkirchen e.V.               | Schätze das was du hast, bevor du es verlierst!      | 437    |
| 14    | TC Rot-Weisse Funken Frickhofen 1971 e.V.       | Entpuppt – Das bin ich!                              | 433    |
| 15    | Elferrat Gerbau Dresden e.V.                    | Ein Tag im Wellnesstempel                            | 420    |

Quelle zu den Ergebnissen